# Vachellia sieberiana
Acacia sieberiana é uma espécie de leguminosa do gênero Acacia, pertencente à família Fabaceae.